# 趙紳
趙紳（1513年—1568年），字子縉，號東河，順天府通州武清縣人，民籍，明朝政治人物。

## 生平
嘉靖十六年（1537年）丁酉科順天府鄉試第一百九名舉人。嘉靖二十年（1541年）中式辛丑科會試第一百六十三名，登第三甲第十八名進士。初授山西太谷县知县，丁父憂歸。服闋，二十四年補任阳曲县知县，二十七年十一月选授山西道試御史，二十八年六月實授，二十九年巡按直隶，兼巡视居庸等关。三十年擬授遼東僉事，未赴任，以事貶無為州判官。三十二年升河南裕州知州，不三月，陞陝西按察司僉事，居靖邊營，分巡延綏西路糧儲鹽法。三十五年陞布政司參議，駐節榆林，督脩延綏中、東、西三路城堡墩臺。三十八年升山東按察司副使，科臣梁公鳴泉奏留查盤固原、甘肅、寧夏等處邊儲，冬末竣事，赴任山東，巡察登萊海道。四十一年告病歸，隆慶二年卒，年五十六。

## 家族
曾祖趙文行；祖父趙儼；父趙景鏜，號二楊；母張氏。具庆下。子四：長子趙之坊，邑庠生，側室張氏出也；次趙之垣，太學生；次趙之墀；趙之臺。

## 延伸阅读
[在维基数据编辑]
 《明史卷二百九十六》，出自《明史》